# Joi Harris
Sequana Joi „S. J.“ Harris (* 11. Dezember 1976 in Brooklyn, New York City; † 14. August 2017 in Vancouver, British Columbia) war eine amerikanische Motorradstraßenrennfahrerin und Stuntwoman, die während der Dreharbeiten zum Film Deadpool 2 bei einem Unfall ums Leben kam.

## Leben
Harris hatte 2009 gelernt, Motorrad zu fahren und begann 2012 ihre Karriere als Rennfahrerin, im Jahr 2013 erhielt sie ihre Rennlizenz. 2014 begann sie ihre Profikarriere und war damit die erste afroamerikanische Frau, die als Motorradrennfahrerin zugelassen wurde. In weiterer Folge gründete Harris ihr eigenes Rennteam „Threader Racing“ und fuhr 2017 in der NJMP- und SPR-Klasse in der Championship Cup Series, in der sie einen Sieg erringen konnte. Neben dem Rennsport setzte sich Harris unter anderem dafür ein, mehr farbige Frauen für den Rennsport zu begeistern.

### Tod bei den Dreharbeiten zuDeadpool 2
2017 arbeitete Harris als Stuntwoman für den Film Deadpool 2 als Double für die Schauspielerin Zazie Beetz, die in Deadpool 2 die Rolle der Domino spielt. Am 14. August 2017 verlor sie während Dreharbeiten in der Innenstadt von Vancouver die Kontrolle über ihr Motorrad, prallte damit gegen eine Bordsteinkante und wurde durch eine Glasscheibe des Shaw Tower geschleudert.
Harris’ Vorgängerin hatte unter einer Perücke einen Sturzhelm getragen; nachdem Harris jedoch erst am 9. August zum Filmteam gestoßen war, konnte für sie nicht mehr rechtzeitig ein entsprechender Helm angefertigt werden und sie erlitt bei dem Unfall so schwere Kopfverletzungen, dass sie noch am Unfallort verstarb. Dies war der zweite Tod eines Stuntperformers in Nordamerika im Jahr 2017 (der erste Todesfall im Jahr 2017 war der Stuntman John Bernecker, der bei Dreharbeiten zur achten Staffel von The Walking Dead infolge eines Sturzes ums Leben kam).
Aufgrund des tödlichen Unfalles von Harris wurden die Dreharbeiten gestoppt und erst am 16. August wieder aufgenommen, außerdem wurde der Film im Abspann Joi Harris gewidmet.
Im Oktober 2019 kam die gesetzliche Agentur WorkSafeBC in ihrem Untersuchungsbericht zum Ergebnis, dass die Produktionsgesellschaft TCF Vancouver Productions Ltd. die Schuld für den Unfall trage, da sie die Risiken nicht richtig eingeschätzt habe. So hätte die Produktionsgesellschaft weder das Set abgesichert, noch Harris am Arbeitsplatz eingeführt oder ihr einen Kopfschutz zur Verfügung gestellt.